# Christian Hanson
Pour les articles homonymes, voir Hanson.
Christian David Hanson (né le 10 mars 1986 à Glens Falls, État de New York aux États-Unis) est un joueur professionnel américain de hockey sur glace.

## Carrière de joueur
Il commença sa carrière dans la United States Hockey League en 2003 avant de joindre les rangs des Fighting Irish de Notre Dame pour quatre saisons. Au cours de ces années universitaires, il fut nommé dans la seconde équipe d'étoiles en 2009. Les Maple Leafs de Toronto lui firent alors signer un premier contrat professionnel, ce qui lui permit d'amorcer sa carrière professionnelle.
Il est le fils du légendaire David Hanson, membre des Frères Hanson du film La Castagne (Slap Shot) de George Roy Hill (1977). Malgré le statut de film culte, il ne visionna le film qu'à l'âge de treize ans.

## Carrière internationale
Il représente les États-Unis au niveau international.

## Statistiques

### En club
| Saison     | Équipe                       | Ligue      |    | Saison régulière | Saison régulière | Saison régulière | Saison régulière | Saison régulière |   | Séries éliminatoires | Séries éliminatoires | Séries éliminatoires | Séries éliminatoires | Séries éliminatoires |
| Saison     | Équipe                       | Ligue      | PJ | B                | A                | Pts              | Pun              | PJ               | B | A                    | Pts                  | Pun                  |                      |                      |
| 2003-2004  | Storm de Tri-City            | USHL       | 58 | 11               | 8                | 19               | 35               | 9                | 2 | 1                    | 3                    | 4                    |                      |                      |
| 2004-2005  | Storm de Tri-City            | USHL       | 60 | 19               | 33               | 52               | 23               | 9                | 1 | 2                    | 3                    | 8                    |                      |                      |
| 2005-2006  | Fighting Irish de Notre Dame | NCAA       | 23 | 1                | 2                | 3                | 14               | -                | - | -                    | -                    | -                    |                      |                      |
| 2006-2007  | Fighting Irish de Notre Dame | NCAA       | 33 | 6                | 2                | 8                | 24               | -                | - | -                    | -                    | -                    |                      |                      |
| 2007-2008  | Fighting Irish de Notre Dame | NCAA       | 47 | 13               | 9                | 22               | 57               | -                | - | -                    | -                    | -                    |                      |                      |
| 2008-2009  | Fighting Irish de Notre Dame | NCAA       | 37 | 16               | 15               | 31               | 28               | -                | - | -                    | -                    | -                    |                      |                      |
| 2008-2009  | Maple Leafs de Toronto       | LNH        | 5  | 1                | 1                | 2                | 2                | -                | - | -                    | -                    | -                    |                      |                      |
| 2009-2010  | Marlies de Toronto           | LAH        | 38 | 12               | 19               | 31               | 35               | -                | - | -                    | -                    | -                    |                      |                      |
| 2009-2010  | Maple Leafs de Toronto       | LNH        | 31 | 2                | 5                | 7                | 16               | -                | - | -                    | -                    | -                    |                      |                      |
| 2010-2011  | Marlies de Toronto           | LAH        | 58 | 13               | 21               | 34               | 51               | -                | - | -                    | -                    | -                    |                      |                      |
| 2010-2011  | Maple Leafs de Toronto       | LNH        | 6  | 0                | 0                | 0                | 4                | -                | - | -                    | -                    | -                    |                      |                      |
| 2011-2012  | Bears de Hershey             | LAH        | 52 | 10               | 11               | 21               | 42               | -                | - | -                    | -                    | -                    |                      |                      |
| 2012-2013  | Bruins de Providence         | LAH        | 67 | 12               | 17               | 29               | 53               | 12               | 1 | 2                    | 3                    | 8                    |                      |                      |
| 2013-2014  | Wolves de Chicago            | LAH        | 63 | 5                | 11               | 16               | 32               | 9                | 2 | 0                    | 2                    | 4                    |                      |                      |
| 2014-2015  | Suns de Sun Valley           | BDHL       | 4  | 7                | 1                | 8                | 0                | -                | - | -                    | -                    | -                    |                      |                      |
| 2014-2015  | Stavanger Oilers             | GET-ligaen | 9  | 2                | 4                | 6                | 4                | 8                | 2 | 4                    | 6                    | 16                   |                      |                      |
| 2015-2016  | Suns de Sun Valley           | BDHL       | 2  | 1                | 1                | 2                | 4                | -                | - | -                    | -                    | -                    |                      |                      |
|            |                              |            |    |                  |                  |                  |                  |                  |   |                      |                      |                      |                      |                      |
| 2018-2019  | Suns de Sun Valley           | BDHL       | 2  | 4                | 2                | 6                | 0                | -                | - | -                    | -                    | -                    |                      |                      |
| Totaux LNH | Totaux LNH                   | Totaux LNH | 42 | 3                | 6                | 9                | 22               | -                | - | -                    | -                    | -                    |                      |                      |

### En équipe nationale
| Année | Compétition          |   | PJ | B | A | Pts | Pun       |  | Résultat |
| 2010  | Championnat du monde | 6 | 0  | 1 | 1 | 2   | 13e place |  |          |

## Trophées et honneurs personnels
- Central Collegiate Hockey Association
  - 2009 : nommé dans la 2e équipe d'étoiles
- Ligue américaine de hockey
  - 2009-2010 : sélectionné pour le Match des étoiles avec l'équipe planète/États-Unis.

## Transactions en carrière
- 31 mars 2009 :  signe un contrat comme agent libre avec les Maple Leafs de Toronto.

## Parenté dans le sport
- Fils du joueur de hockey sur glace et acteur David Hanson.